# Stirling Prize
De Stirling Prize is een Britse architectuurprijs die sinds 1996 jaarlijks wordt uitgereikt door het Royal Institute of British Architects (RIBA). De prijs is de opvolger van de Britse Building of the Year Award.
De prijs is genoemd naar en ter ere van de Britse architect James Stirling die in 1992 overleed. De RIBA Stirling Prize wordt uitgereikt "aan de architecten van het gebouw dat de grootste bijdrage leverde aan de vooruitgang van de architectuur in het voorbije jaar". De genomineerden en dus ook de laureaat/laureaten moeten lid zijn van het Royal Institute of British Architects. Tot en met 2014 kwamen alle bouwwerken in de Europese Unie in aanmerking, maar sinds 2015 worden enkel bouwwerken in het Verenigd Koninkrijk in aanmerking genomen. Bij de eerste edities werd 20.000 Britse pond prijzengeld uitgereikt, de laatste jaren is er geen geldbedrag meer aan de prijs verbonden.
| Jaar | Laureaat                                                                        | Winnend bouwwerk | Winnend bouwwerk                                                 | Sommige genomineerden |
| ---- | ------------------------------------------------------------------------------- | ---------------- | ---------------------------------------------------------------- | --- |
| 1996 | Stephen Hodder                                                                  |                  | Centenary Building, University of Salford                        | |
| 1997 | James Stirling, Michael Wilford and Associates                                  |                  | Staatliche Hochschule für Musik und Darstellende Kunst Stuttgart | |
| 1998 | Foster and Partners                                                             |                  | American Air Museum, Imperial War Museum, Duxford                | - Foster and Partners voor de Commerzbank Tower, Frankfurt - Colin St John Wilson voor de British Library, Londen |
| 1999 | Future Systems                                                                  |                  | Lord's Media Centre, Lord's Cricket Ground, Londen               | - David Chipperfield Architects voor het River and Rowing Museum, Henley-on-Thames - Benson & Forsyth voor het Museum of Scotland, Edinburgh - Alsop, Lyall & Störmer voor het North Greenwich tube station, Londen - Foster and Partners voor het Reichstagsgebäude, Berlijn |
| 2000 | Alsop & Störmer                                                                 |                  | Peckham Library, Londen                                          | - Foster and Partners voor het Canary Wharf Station, Londen - Marks Barfield voor het London Eye, Londen |
| 2001 | Wilkinson Eyre Architects                                                       |                  | Magna Centre, Rotherham                                          | - Nicholas Grimshaw and Partners, Anthony Hunt voor het Eden Project, Cornwall - Jeremy Dixon en Edward Jones voor de National Portrait Gallery extension, Londen - Michael Hopkins & Partners voor het Portcullis House en het Westminster Underground Station, Londen - Michael Wilford & Partners voor de Britse ambassade in Berlijn                                                                          |
| 2002 | Wilkinson Eyre Architects & Gifford                                             |                  | Gateshead Millennium Bridge, Gateshead                           | - David Chipperfield Architects voor het Ernsting's Service Centre, Coesfeld-Lette, Duitsland - Richard Rogers Partnership voor het Lloyd's Register of Shipping, Londen - Benson & Forsyth voor de Millennium Wing, National Gallery of Ireland, Dublin |
| 2003 | Herzog & de Meuron                                                              |                  | Trinity Laban Conservatoire of Music and Dance, Deptford, Londen | - Foster and Partners voor de Queen Elizabeth II Great Court, British Museum, Londen |
| 2004 | Foster and Partners                                                             |                  | 30 St Mary Axe, Londen                                           | - Studio Daniel Libeskind voor het Imperial War Museum North, Trafford Park, Manchester - Ian Ritchie Architects voor de Spire of Dublin - Peter Cook en Colin Fournier voor het Kunsthaus, Graz |
| 2005 | EMBT & RMJM                                                                     |                  | Scottish Parliament Building, Edinburgh                          | |
| 2006 | Richard Rogers Partnership                                                      |                  | Aeropuerto Adolfo Suárez Madrid-Barajas Terminal 4, Madrid       | - Richard Rogers Partnership voor de Senedd, Cardiff - Zaha Hadid voor het phæno, Wolfsburg |
| 2007 | David Chipperfield Architects                                                   |                  | Literaturmuseum der Moderne, Marbach                             | - David Chipperfield Architects voor Veles e Vents, Valencia - Office for Metropolitan Architecture/Arup-AFA voor de Casa da Música, Porto - Foster and Partners voor het Dresden Hauptbahnhof, Dresden - Haworth Tompkins voor het Young Vic Theatre, Londen |
| 2008 | Feilden Clegg Bradley Studios, Alison Brooks Architects en Maccreanor Lavington |                  | Accordia housing development, Cambridge                          | - Grimshaw/Arcadis voor het Station Amsterdam Bijlmer ArenA, Amsterdam - Allies and Morrison voor de renovatie van de Royal Festival Hall, Londen |
| 2009 | Rogers Stirk Harbour + Partners                                                 |                  | Maggie's Centre, Londen                                          | - Tony Fretton Architects voor het Fuglsang Kunstmuseum, Guldborgsund |
| 2010 | Zaha Hadid                                                                      |                  | MAXXI - Museo nazionale delle arti del XXI secolo, Rome          | - David Chipperfield voor het Neues Museum, Berlijn - Rick Mather Architects voor het Ashmolean Museum, Oxford - dRMM voor de Clapham Manor Primary School, Londen |
| 2011 | Zaha Hadid                                                                      |                  | Evelyn Grace Academy, Londen                                     | - David Chipperfield Architects voor het Museum Folkwang, Essen - Bennetts Associates voor het Royal Shakespeare Theatre, Stratford-upon-Avon - Hopkins Architects voor het London Velopark, Londen |
| 2012 | Stanton Williams                                                                |                  | Sainsbury Laboratory, University of Cambridge                    | - David Chipperfield Architects voor The Hepworth, Wakefield - Populous voor het Olympisch Stadion, Londen |
| 2013 | Witherford Watson Mann Architects                                               |                  | Astley Castle, Nuneaton                                          | |
| 2014 | Haworth Tompkins                                                                |                  | Everyman Theatre, Liverpool                                      | - Mecanoo voor de Library of Birmingham, Birmingham - Zaha Hadid voor het London Aquatics Centre, Londen - Renzo Piano voor The Shard, Londen |
| 2015 | Allford Hall Monaghan Morris                                                    |                  | Burntwood School, Wandsworth, Londen                             | |
| 2016 | Caruso St John Architects                                                       |                  | Newport Street Gallery, Vauxhall, Londen                         | - Herzog & de Meuron voor de Blavatnik School of Government, University of Oxford, Oxford |
| 2017 | dRMM                                                                            |                  | Hastings Pier                                                    | - Rogers Stirk Harbour + Partners voor het British Museum World Conservation and Exhibitions Centre, Londen |
| 2018 | Foster + Partners                                                               |                  | Bloomberg Building, London                                       | - Waugh Thistleton Architects for Bushey Cemetery, Bushey, Hertfordshire - Henley Halebrown for Chadwick Hall, University of Roehampton, London - Jamie Fobert Architects with Evans & Shalev for the new build at Tate St Ives, Cornwall - MUMA for Storey's Field Community Centre and Nursery, North West Cambridge - Niall McLaughlin Architects for The Sultan Nazrin Shah Centre, Worcester College, Oxford |